# Fairfield (Connecticut)
Pour les articles homonymes, voir Fairfield.
Fairfield est une ville située dans le comté de Fairfield, dans le Connecticut aux États-Unis. Lors du recensement de 2010, Fairfield avait une population totale de 59 404 habitants.

## Géographie
Selon le Bureau du recensement des États-Unis, la superficie de la ville est de 31,38 milles carrés (81,27 km2), dont 29,9 milles carrés (77,44 km2) de terres et 1,48 milles carrés (3,83 km2) de plans d'eau soit 4,71 %.

## Histoire
Fairfield devient une municipalité en 1639, sous le nom Uncoway (« le lieu au-delà » en amérindien). La ville est renommée Fairfield par Roger Ludlow en 1650. 
En 1963 y est fondée l'université du Sacré-Cœur (en), première université catholique des États-Unis composée de laïcs.

## Démographie
D'après le recensement de 2000, il y avait 57 340 habitants, 20 397 ménages, et 14 808 familles dans la ville. La densité de population était de 737,2 hab/km2. Il y avait 21 029 maisons avec une densité de 270,4 maisons/km2.
Il y avait 20 397 ménages, dont 33,9 % avaient des enfants de moins de 18 ans, 61,8 % étaient des couples mariés, 8,5 % avaient une femme qui était parent isolé, et 27,4 % étaient des ménages non-familiaux. 22,0 % des ménages étaient constitués de personnes seules et 10,3 % de personnes seules de 65 ans ou plus. Le ménage moyen comportait 2,61 personnes et la famille moyenne avait 3,07 personnes.
Dans la ville la pyramide des âges était 23,7 % en dessous de 18 ans, 9,8 % de 18 à 24, 27,5 % de 25 à 44, 22,7 % de 45 à 64, et 16,3 % qui avaient 65 ans ou plus. L'âge médian était 38 ans. Pour 100 femmes, il y avait 90,6 hommes. Pour 100 femmes de 18 ans ou plus, il y avait 85,7 hommes.
Le revenu médian par ménage de la ville était 83 512 dollars US, et le revenu médian par famille était 100 920 $. Les hommes avaient un revenu médian de 69 525 $ contre 44 837 $ pour les femmes. Le revenu par habitant de la ville était 43 670 $. 2,9 % des habitants et 1,8 % des familles vivaient sous le seuil de pauvreté. 2,8 % des personnes de moins de 18 ans et 3,6 % des personnes de plus de 65 ans vivaient sous le seuil de pauvreté.
| 1820  | 1840  | 1850  | 1860  | 1870  | 1880  |
| ----- | ----- | ----- | ----- | ----- | ----- |
| 4 151 | 3 654 | 3 614 | 4 379 | 5 645 | 3 748 |

| 1890  | 1900  | 1910  | 1920   | 1930   | 1940   |
| ----- | ----- | ----- | ------ | ------ | ------ |
| 3 868 | 4 489 | 6 134 | 11 475 | 17 218 | 21 135 |

| 1950   | 1960   | 1970   | 1980   | 1990   | 2000   |
| ------ | ------ | ------ | ------ | ------ | ------ |
| 30 489 | 46 183 | 56 487 | 54 849 | 53 418 | 57 340 |

| 2010   | - | - | - | - | - |
| ------ | - | - | - | - | - |
| 59 404 | - | - | - | - | - |

## Personnalités liées à la ville
- Meg Ryan, actrice née à Fairfield en 1961 ;
- Justin Long, un acteur, producteur et scénariste, né à Fairfield en 1978.